# Lower Town

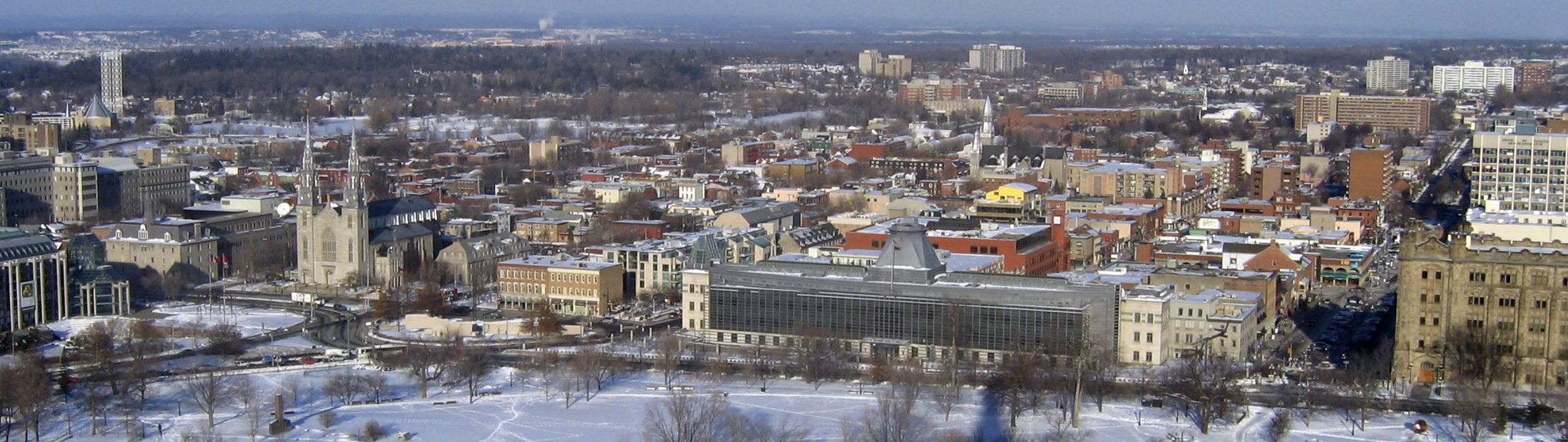
Vy över Lower Town 2006.

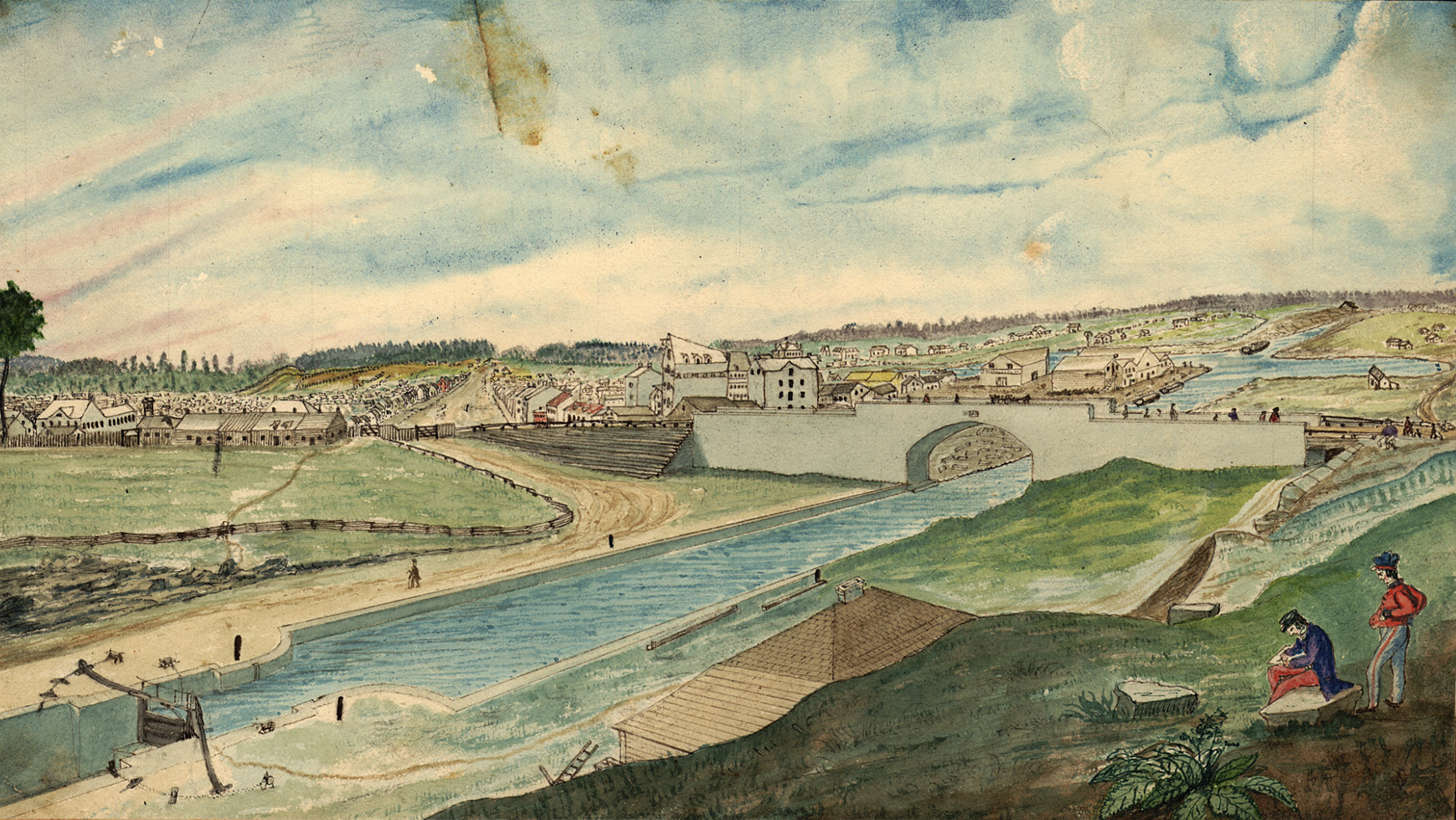
Målning av Lower Town och Rideaukanalen från 1845.

Lower Town, alternativ stavning Lowertown (franska: la Basse-Ville), är en stadsdel i Kanadas huvudstad Ottawa.

## Historia
Under det tidiga 1800-talet när Ottawa växte fram var stadsdelen främst befolkad av stadens fattigare romersk-katolska arbetarklass men i slutet av 1800-talet förändrades befolkningens sammansättning när många italienska och judiska invandrare flyttade till stadsdelen. Idag byggs många nya lägenheter i Lowertown och många av Ottawas turistmål finns i området.